# Abesszin rigó
Az abesszin rigó (Turdus abyssinicus) a madarak osztályának verébalakúak (Passeriformes) rendjébe és a rigófélék (Turdidae) családjába tartozó faj.

## Rendszerezése
A fajt Johann Friedrich Gmelin német ornitológus írta le 1789-ben.

## Alfajai
- Turdus abyssinicus abyssinicus (Gmelin, 1789) - Eritrea, Etiópia, dél-Szomália, Kenya északi, középső és nyugati része, észak-Uganda, Dél-Szudán és Szudán déli része
- Turdus abyssinicus deckeni (Cabanis, 1868) - észak- és északkelet-Tanzánia
- Turdus abyssinicus oldeani (W. L. Sclater & Moreau, 1935) - közép-Tanzánia
- Turdus abyssinicus bambusicola (Neumann, 1908) - a Kongói Demokratikus Köztársaság keleti része, délnyugat-Uganda, Ruanda, Burundi és északnyugat-Tanzánia
- Turdus abyssinicus baraka (Sharpe, 1903) - a Virunga Nemzeti Park területe (a Kongói Demokratikus Köztársaság és Uganda)
- Turdus abyssinicus nyikae (Reichenow, 1904) - kelet- és dél-Tanzánia, észak-Malawi és északnyugat-Zimbabwe
- Turdus abyssinicus milanjensis (Shelley, 1893) - dél-Malawi és északnyugat-Mozambik

## Előfordulása
Afrika középső részén, Burundi, Dél-Szudán, Eritrea, Etiópia, Kenya, a Kongói Demokratikus Köztársaság, Malawi, Ruanda, Szomália, Szudán, Tanzánia, Uganda és Zambia területén honos. 
Természetes élőhelyei a szubtrópusi és trópusi síkvidéki és hegyi esőerdők, cserjések, folyók és patakok környékén, valamint ültetvények és vidéki kertek. Állandó nem vonuló faj.

## Megjelenése
Testhossza 20–24 centiméter, testtömege 49–87 gramm.
|  |

## Életmódja
Állati és növényi táplálékot is fogyaszt.

## Természetvédelmi helyzete
Az elterjedési területe rendkívül nagy, egyedszáma ismeretlen. A Természetvédelmi Világszövetség Vörös listáján nem fenyegetett fajként szerepel.